# Bil Herd

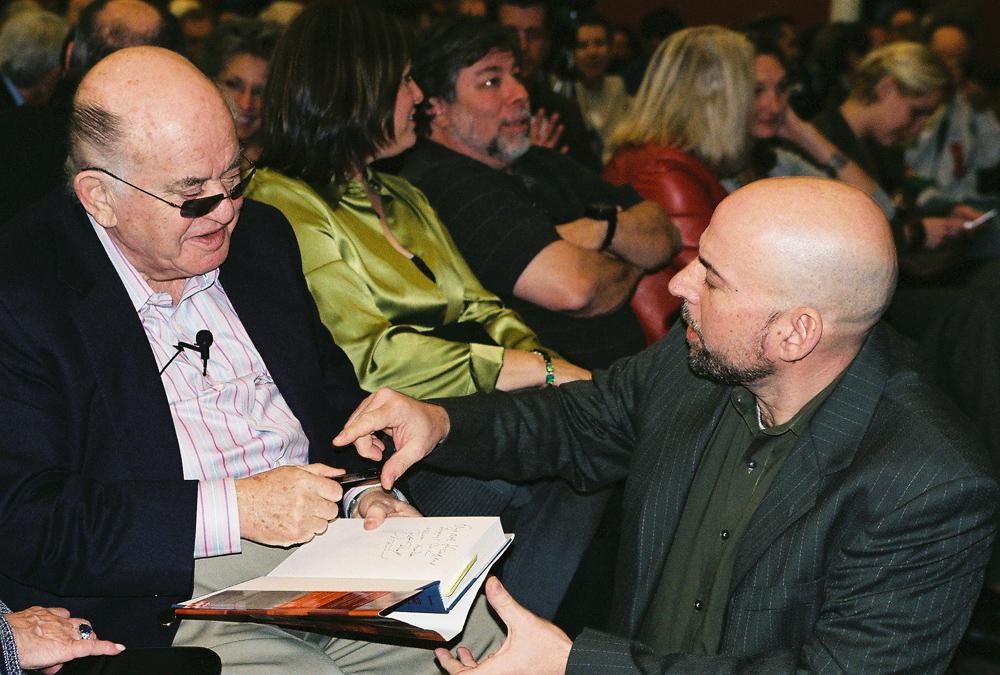
Bil Herd (j) beszélget Jack Tramiellel (b) a Commodore 64 25-éves évfordulója alkalmából

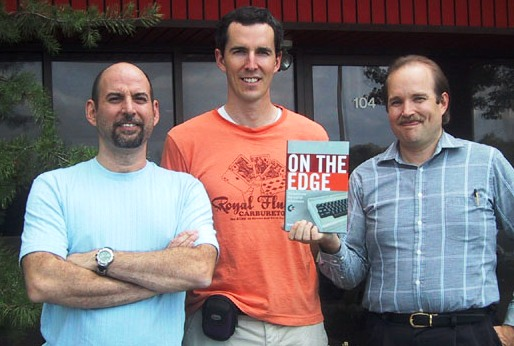
Bil Herd (b), Brian Bagnal (k), Bob Russell (j) 2006-ban

William Herd (közismert becenevén: Bil Herd) autodidakta számítógép tervező, aki több 8-bites személyi számítógép tervezésében vett részt az 1980-as évek elején-közepén a Commodore International alkalmazottjaként.

## Magánélete
William Herd 1959-ben született, Indiana államban nőtt fel és már kamaszkorától kezdve elektronikával foglalkozott. Apja anyagi támogatásával saját szintetizátort épített. Amikor a helyi középiskola elutasította a televíziótechnika fakultatív tantárgy felvételi kérelmét, 17-évesen otthagyta az iskolát és beállt a Nemzeti Gárdába, ahol távírók karbantartásával és javításával bízták meg. 1977 és 1980 között a helyi 38. Gyalogoshadosztály 238. Lovassági Ezredénél szolgált, majd 1980 és 1982 között a pennsylvaniai 28. Gyalogoshadosztály 103. Egészségügyi Zászlóaljánál. 1981-ben szolgálatai elismeréseként megkapta az Army Commendation Medal kitüntetést. A későbbiekben, 1989 és 1996 között önkéntes egészségügyi szolgálatot látott el a Fellowship First Aid Squad ambuláns mentőszolgálatnál(en) (EMS), ahol mentőparancsnoki rangot ért el.
Már a Commodore-nál eltöltött évek alatt jött elő alkoholproblémája, melyet csak hosszú évek alatt sikerült legyőznie és jelenleg absztinens.

## Szakmai tevékenysége
Annak ellenére, hogy nem rendelkezik diplomával, 20-éves korától fogva mérnöki tevékenységet folytatott. A hadseregben eltöltött évek után először egy rockzenekar mellett volt "roadie", ahol a világosítást részben az általa tervezett áramkörökkel oldották meg.

### Pennsylvania Scale Company
A Pennsylvania Scale Company digitális kijelzők gyártásával foglalkozott és itt került kapcsolatba először a MOS Technology (a későbbi Commodore Semiconductor Group) cég termékeive, így pl. a MOS 6530 félvezető chippel, a MOS 6502 CPU-val és az AIM-65 fejlesztőrendszerrel. Ez a rendszer annyira fellelkesítette, hogy otthon is rendszeresen ezzel foglalkozott és a 6502 CPU gépi kódú programozásának szakértőjévé vált.

### Commodore Business Machines
Herd 1983 elején barátja és kollégája, Hedley Davis tanácsára ment a Commodore-hoz dolgozni, aki később szintén a cég mérnöke lett. Végzettségek hiánya folytán nem volt sima menet a felvétele, de végül meggyőzte interjúztatóit felkészültségéről. A Commodore-nál első főnöke Shiraz Shivji, a - Commodore 64-et (C64) kifejlesztő - mérnökcsapat vezetője volt, aki Herd-et egy programozó helyettesítésére vette fel.
Herd érkezésekor a C64 már készen állt és a cég alapítója és akkori vezetője, Jack Tramiel éppen a VIC-20 utódának, illetve a rivális Sinclair ZX Spectrum méltó versenytársának a megtervezését tűzte ki célul az alacsony árszegmensben. A TED chip projektbe kapcsolódott be, mely a későbbi C264 sorozatú számítógépek (C16, C116, illetve a Plus/4) központi elemét képezte. Maga a chip már készen állt, de a rá épülő rendszer még nem. Átlagon felüli problémamegoldó és az összefüggéseket, hibákat meglátó képessége miatt Herd gyorsan lépkedett előre és a projekt vezetőjévé vált, amikor 1984-ben főnöke, Shiraz Shivji Jack Tramiel után távozott az Atarihoz.
Könyörtelenül megmondta főnökeinek a szemébe is, ha valamivel nem értett egyet, de szaktudása mindig megmentette a komolyabb következményektől. Elhibázottnak tartotta például a C264 sorozat marketing-koncepcióját, mely szerint a - Sinclair-gyilkosnak tervezett - TED chippel szerelt számítógépek helyett először csupán alsószegmensbeli számítógépeket (C16, Plus/4) hoztak forgalomba és a fő cél a C64 további sikerének biztosítása volt. A TED chip csak a kis példányszámban árusított C116-ban kapott helyet és a az integrált beszédszintetizátorral fejlesztett C232, C164 és C364 projekteket pedig leállították. Bil elrontottnak tartotta a döntések révén kialakított számítógépeket és a gyenge eladások, illetve végül a termékvonal bukása őt igazolta.
A C64-en dolgozó fejlesztők többsége közben távozott a Commodore-tól, így Bil Herd-re és Bob Russellre hárult a feladat, hogy a C64 utódaként egy hasonlóan milliós eladásokat produkáló terméket állítsanak elő. Herd lett ennek a vezetője, aki az akkor futó és a C64-gyel nem kompatibilis B128, illetve D128 projekteket leállította és Commodore 128 (C128) néven új projektet indított. Heteket töltött a cég irodájában, ott aludt, tisztálkodott, mert a távozó mérnökök nagy száma miatt ő volt szinte az egyetlen, aki átlátta pl. a VIC-II videochip működését. Ezt a chipet, továbbá a szintén leállított 16-bites Commodore 900 projektből származó VDC 8543-as chipet használta fel nagyobb felbontású grafikai képességek kialakítására. Döntése alapján a rendszerbe integráltak egy Zilog Z80-as processzort is, így lényegében kétprocesszoros architektúrát hoztak létre. Két processzor, két videochip és három operációs rendszer jellemezte a gépet, mindezen képességeit azonban a gyenge szoftvertámogatás és a legendásan pocsék Commodore marketing miatt sosem tudta kihasználni a termék. A C128 csak mint C64-kompatibilis gép ért el szerény eladásokat.
Herd senkit nem kímélt, akit hozzá nem értőnek vagy haszontalannak tartott a cégnél és őket folyamatos cinizmusa kereszttüzében tartotta. Az 1985 karácsonyi céges partin kapatos állapotban begipszelt kezével megütötte Marshall F. Smith, akkori Commodore vezérigazgatót (CEO). Végül mégsem ez vezetett távozásához, hanem a cég 16-bites architektúra felé fordulása, mely a C128 amúgy is szegényes támogatásának a végét jelentette. A 16-bites termékvonalat az Amigák képviselték, melynek megvolt a szakavatott vezetője Jay Miner személyében, így Herd úgy érezte, nincs számára jövőkép a cégen belül. Végül 1986-ban saját maga hagyta ott a Commodore-t.

### A Commodore után
Bil Herd több vállalkozásban tulajdonos és számos - többek között autóipari - szabadalom tulajdonosa. A www.c128.com weboldal üzemeltetője, mely a C128 létrehozásáról szóló információkat tartalmaz.
Herd úgy tartja, hogy a Commodore sorsát az alapító, Jack Tramiel távozása pecsételte meg.

## Kapcsolódó weboldalak
- c128.com Archiválva 2020. április 12-i dátummal a Wayback Machine-ben, Bil Herd Commodore 128 számítógépről szóló weboldala
- herdware.com, Bil Herd online elektronikai iskolája és webshopja
- hackaday.com/author/williamherd, Bil Herd cikkei, videói különféle témákban